# KH Kopřivnice
Le KH Kopřivnice est un club de handball situé à Kopřivnice en République tchèque.

## Palmarès

### Compétitions nationales
- Championnat de République tchèque : 
  - Deuxième (1): 1994